# August Waitz von Eschen

Wappen der Waitz von Eschen

Siegmund August Philipp Waitz von Eschen, ab 1861 Freiherr Waitz von Eschen (* 23. Juni 1799 in Hanau; † 19. Februar 1864 auf Schloss Emmerichshofen) war ein deutscher Gutsbesitzer und Mitglied der kurhessischen Ständeversammlung.

## Leben
August Waitz von Eschen entstammte der Hanauer Linie des ursprünglich thüringischen Adelsgeschlechts Waitz von Eschen und war ein Sohn des Johann Friedrich Waitz von Eschen (1759–1804) und dessen Ehefrau Helene Borries († 1804).
Er war verheiratet mit Johanne Elisabeth Karoline Rauh (* 17. November 1803, †  6. März 1871). Aus der Ehe gingen die Kinder Siegmund Friedrich Wilhelm Karl (1824–1859, Herr auf Dudendorf) und Julius Cornelius Friedrich (1829–1902, Herr auf Emmerichshofen) hervor. Mit dem Aussterben dieses Familienzweiges ging das Schloss Emmerichshofen 1930 in den Besitz des Kasseler Zweiges. Diese Familie bewohnt das Schloss heute noch.
August war Hauptmann der Hanauer Bürgergarde. Am 25. Januar 1824  erwarb er das gesamte Hofgut-Lindenhof und am 17. April 1835 das Schloss Emmerichshofen samt Grundbesitz und betrieb dort eine Musterlandwirtschaft. 1838/1840 war der Viehbestand mit  30 Stück Rindvieh, 12 Pferden, 40 Schweinen und 400 Schafen, dazu einer großen Anzahl von Hühnern, Gänsen, Enten und Tauben, beträchtlich.
In den Jahren von 1833 bis 1835 hatte er ein Mandat für die kurhessische Ständeversammlung, wobei  er von Mitte 1834 bis Februar 1835 vom Abgeordneten Bernhard Eberhard vertreten wurde.

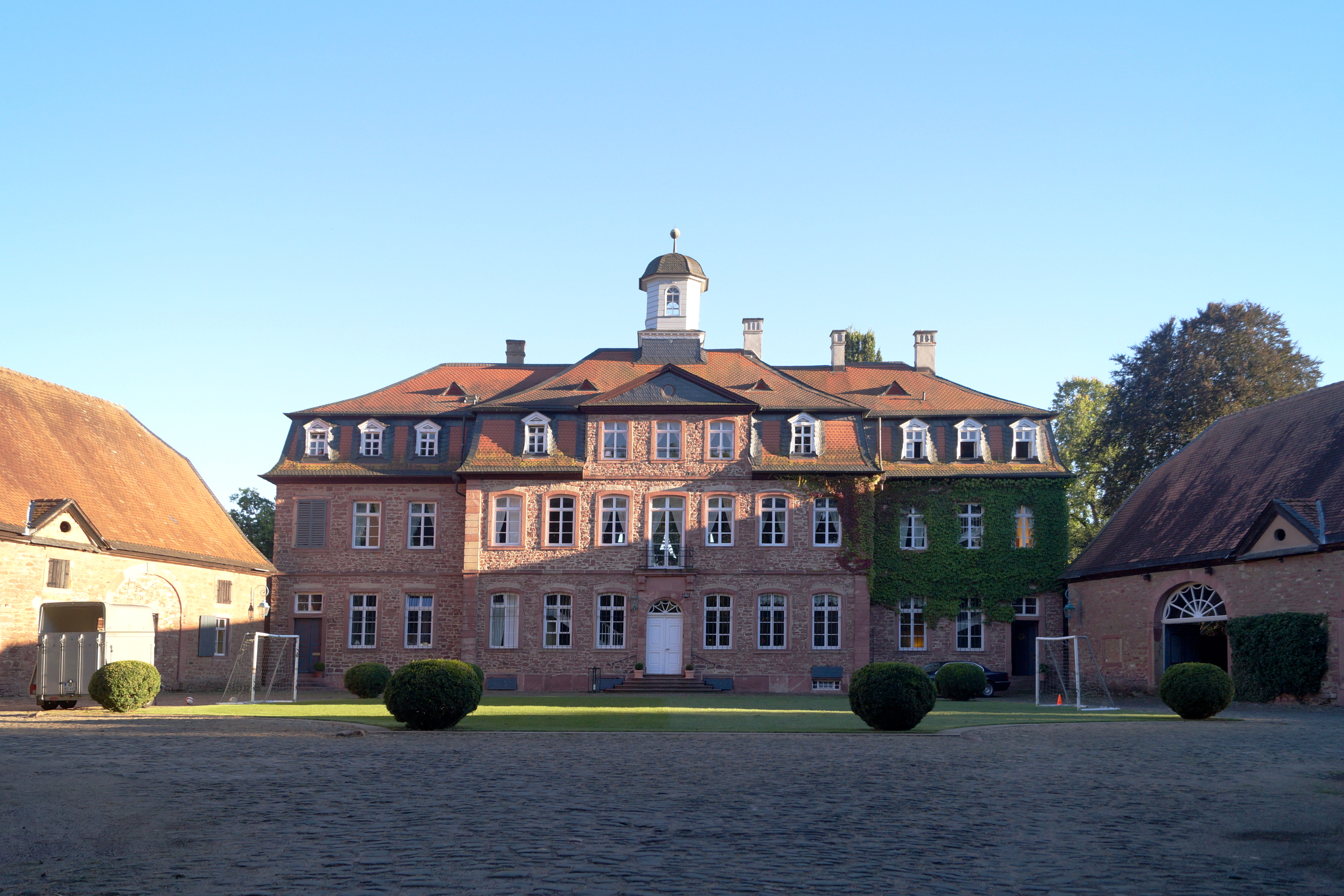
Schloss Emmerichshofen, Sitz der Familie Waitz von Eschen

Am 10. Juli 1861 wurde er bei der Freiherrnklasse im Königreich Bayern immatrikuliert.
Er war der Begründer der in Mecklenburg begüterten Familienzweige. Dort war er Gutsherr auf Gut Dudendorf.